# Þorvaldur Þorvaldsson
Þorvaldur Þorvaldsson (født 1957 i Akranes) er en islandsk tømrer, barytonsanger og venstrefløjspolitiker. Han er medstifter og formand for partiet Folkefronten, som han repræsenterede ved partilederunderne forud for altingsvalgene i 2013, 2016 og 2017. 

## Karriere
Siden 1970'erne har han været aktiv i en lang række organisationer og partier på venstrefløjen, herunder den albansk-islandske venskabsforening (Menningartengsl Albaníu og Íslands), kampgruppen for oprettelsen af et kommunistisk parti (Baráttusamtökin fyrir stofnun kommúnistaflokks), Rauður vettvangur (Rødt område) og Venstrepartiet - De Grønne, som han forlod i 2011, da han mente det havde brudt med sine socialistiske principper ved at acceptere en islandsk ansøgning om EU-medlemskab som en del af socialdemokraten Jóhanna Sigurðardóttirs regering. 
Derudover har desuden været aktiv i tømrerforbundets afdeling i Reykjavík (Trésmiðafélag Reykjavíkur), EU-modstanderorganisationen Heimsýn og NATO-modstanderforening Samtök hernaðarandstæðinga (sammenslutningen af krigsførelsesmodstandere). 
I firserne redigerede han bladet Rödd byltingarinnar (Revolutionens stemme).
Udover sit politiske arbejde har Þorvaldur optrådt som sanger i en række sammenhænge. Han har desuden været formand for den islandske patientforening for folk med Parkinsons syge, Parkinsonsamtökin. 
Þorvaldur Þorvaldsson har fået øgenavnet Albaníu-Valdi (Albanien-Valdi) på grund af sin maoistiske fortid og formandskab for den albansk-islandske venskabsforening.

## Familie
Þorvaldur er søn af læreren Ólína Jónsdóttir. Han er far til tre døtre, Heiða Annadóttir, Tinna Þorvaldsdóttir AnnAdóttir og Sóleyja Þorvaldsdóttir og samlevende med Ragnhildur Hallgrímsdóttir.